# Innocent (film fra 1921)
Innocent er en britisk stumfilm fra 1921 af Maurice Elvey.

## Medvirkende
- Madge Stuart som Innocence
- Basil Rathbone som Amadis de Jocelyn
- Lawrence Anderson som Robin
- Edward O'Neill som Hugo de Jocelyn
- Frank Dane som Ned Langdon
- W. Cronin Wilson som Armitage
- Ruth Mackay som Maude
- Mme. d'Esterre som Leigh
- Annie Esmond